# Breitscheid (Adelsgeschlecht)
Die Herren von Breitscheid waren ein Adelsgeschlecht in der Eifel. Heute erinnert an sie nur noch der Name des Stadtteils von Adenau, nämlich Breidscheid an sie.

## Geschichte
In dem heutigen Ort Breidscheid besaßen die Herren von Breitscheid bereits im 12. Jahrhundert ein Burghaus. Dieser Adelshof war ein Lehen der Herren von Nürburg und als die Grafschaft an das Erzstift Köln fiel wurde es ein kurkölnisches Lehen.
Im 13. Jahrhundert wird „Petrus de Breitsceit“ und im 14. Jahrhundert „Heinrich von Breitscheid“ genannt. Sein Burglehen in Nürburg erhielt 1387 „Winrich von Breitscheid“. 1444 belehnte Erzbischof Dietrich Konrad von Breitscheid.
Die Herren von Breitscheid hatten nach 1485 den Beinamen Schlitz. Die adelige Familie starb um 1580 mit Maximilian Schlitz von Breitscheid im Mannesstamm aus. Die Tochter Katharina von Breitscheid, seit 1553 mit Christoph von Hausen verheiratet, erbte den Stammsitz. Dieser wurde von den Nachkommen 1639 verkauft.